# وستپورت (کارولینای شمالی)
وستپورت (به انگلیسی: Westport) شهری در ایالت کارولینای شمالی کشور ایالات متحده آمریکا است که جمعیت آن در سرشماری سال ۲۰۱۰ میلادی، ۴٬۰۲۶ نفر بوده‌است.